# Hailee Steinfeld
Hailee Steinfeld (sinh ngày 11 tháng 12 năm 1996) là một nữ diễn viên kiêm ca sĩ người Mỹ. Cô trở nên nổi tiếng khi tham gia đóng chính trong phim True Grit (2010), qua đó mang về cho cô đề cử giải Oscar và giải BAFTA cho nữ diễn viên chính xuất sắc nhất.
Sau khi xuất hiện trong Ender's Game và Begin Again (cùng năm 2013), cô được công nhận rộng rãi hơn nhờ các vai diễn trong Pitch Perfect (2015 - 2017) và phim tuổi mới lớn The Edge of Seventeen (2016), phần sau trong số đó đã mang về cho cô một đề cử giải Quả cầu vàng. Bản phát hành có doanh thu cao nhất của cô đi kèm với phim Transformers Bumblebee (2018). Steinfeld đã lồng tiếng cho nhiều nhân vật hoạt hình bao gồm Gwen Stacy / Spider-Woman trong Spider-Man: Into the Spider-Verse (2018) và Spider-Man: Across the Spider-Verse (2023), và Vi trong series Netflix Arcane (2021 - nay). Cô cũng đóng vai Emily Dickinson trong loạt phim hài kịch Dickinson (2019 - 2021) của Apple TV+, và Kate Bishop trong miniseries Disney+ Hawkeye (2021).
Hailee Steinfeld đã được công nhận trong âm nhạc sau khi thể hiện "Flashlight" trong Pitch Perfect 2 (2015). Cô ký hợp đồng với Republic Records ngay sau đó và phát hành đĩa đơn đầu tay, "Love Myself", tiếp theo là đĩa đơn đầu tay EP Haiz (2015). Cô tiếp tục phát hành một loạt đĩa đơn thành công, bao gồm "Starving", "Most Girls" và "Let Me Go". Năm 2020, cô đã phát hành EP thứ hai của mình, Half Written Story.

## Đầu đời
Hailee Steinfeld sinh ra ở khu Tarzana của Los Angeles, California, là con út trong hai người con của Cheri (nhũ danh Domasin), một nhà thiết kế nội thất và Peter Steinfeld, một huấn luyện viên cá nhân. Cô có một người anh trai, Griffin. Chú nội của cô là huấn luyện viên thể dục kiêm diễn viên Jake Steinfeld, và ông ngoại của cô là cựu diễn viên nhí Larry Domasin. Người chị họ đầu tiên của cô, nữ diễn viên True O'Brie, đã xuất hiện trong một quảng cáo truyền hình khi Steinfeld 8 tuổi, truyền cảm hứng cho cô cũng muốn thử diễn xuất.
Cha của Hailee Steinfeld là người Do Thái và mẹ của cô là người theo đạo Thiên chúa. Ông ngoại của cô, Ricardo Domasin, mang nửa dòng máu Philippines (từ Panglao, Bohol) và nửa người Mỹ gốc Phi. Steinfeld lớn lên ở Agoura Hills và sau đó ở Thousand Oaks, California, theo học Trường Ascension Lutheran, Trường tiểu học Conejo và Trường trung học cơ sở Colina. Cô học tại nhà từ năm 2008 cho đến khi tốt nghiệp trung học vào tháng 6 năm 2015.

## Sự nghiệp

### 2007 - 2015: Sự công nhận mang tính đột phá và quan trọng

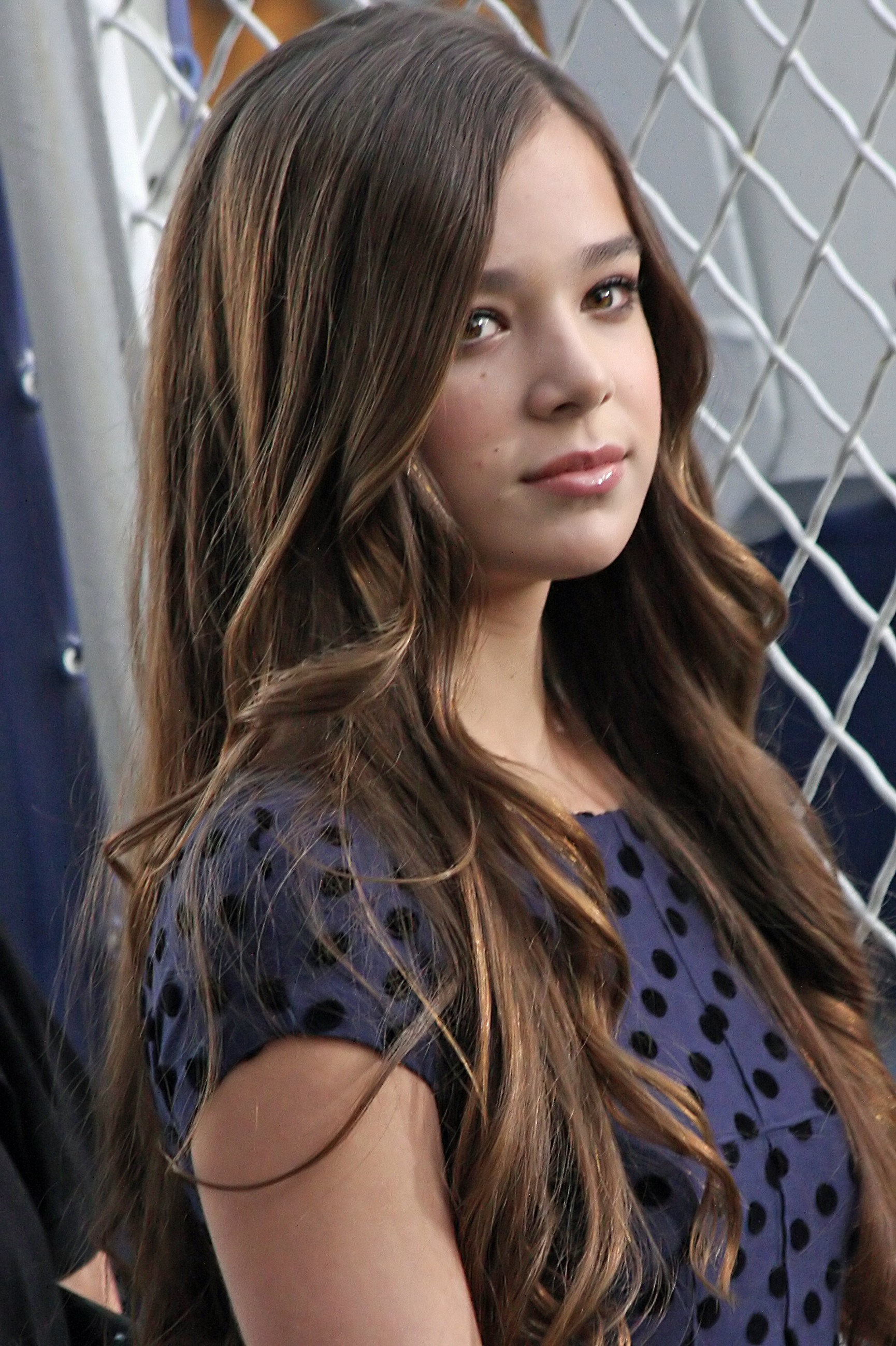
Hailee Steinfeld tại buổi ra mắt phim Secretariat năm 2010.

Hailee Steinfeld bắt đầu tham gia diễn xuất từ năm 10 tuổi; cô đã xuất hiện trong một số bộ phim ngắn, bao gồm cả đóng vai Talia Alden trong She's a Fox từng đoạt giải thưởng. Steinfeld được chọn cho vai Mattie Ross trong True Grit khi cô 13 tuổi  Phim được phát hành quốc tế vào tháng 12 năm 2010; Richard Corliss của tạp chí Time đã gọi phần trình diễn của cô ấy là một trong Top 10 của năm 2010, và viết rằng Steinfeld "mang đến một cuộc đối thoại orotund như thể nó là bản ngữ dễ dàng nhất, nhìn chằm chằm vào kẻ xấu, giành được trái tim. Đó là một món quà thực sự". Bài đánh giá từ Roger Ebert, Los Angeles Times và Rolling Stone cũng được miễn phí. Vai diễn này đã mang về cho Steinfeld một đề cử tại Lễ trao giải Oscar lần thứ 83 cho Giải Oscar cho Nữ diễn viên phụ xuất sắc nhất; nó đã đến với Melissa Leo. Vào tháng 5 năm 2011, năm tháng sau khi True Grit được phát hành, cô được chọn làm gương mặt đại diện mới cho thương hiệu nhà thiết kế Ý Miu Miu.

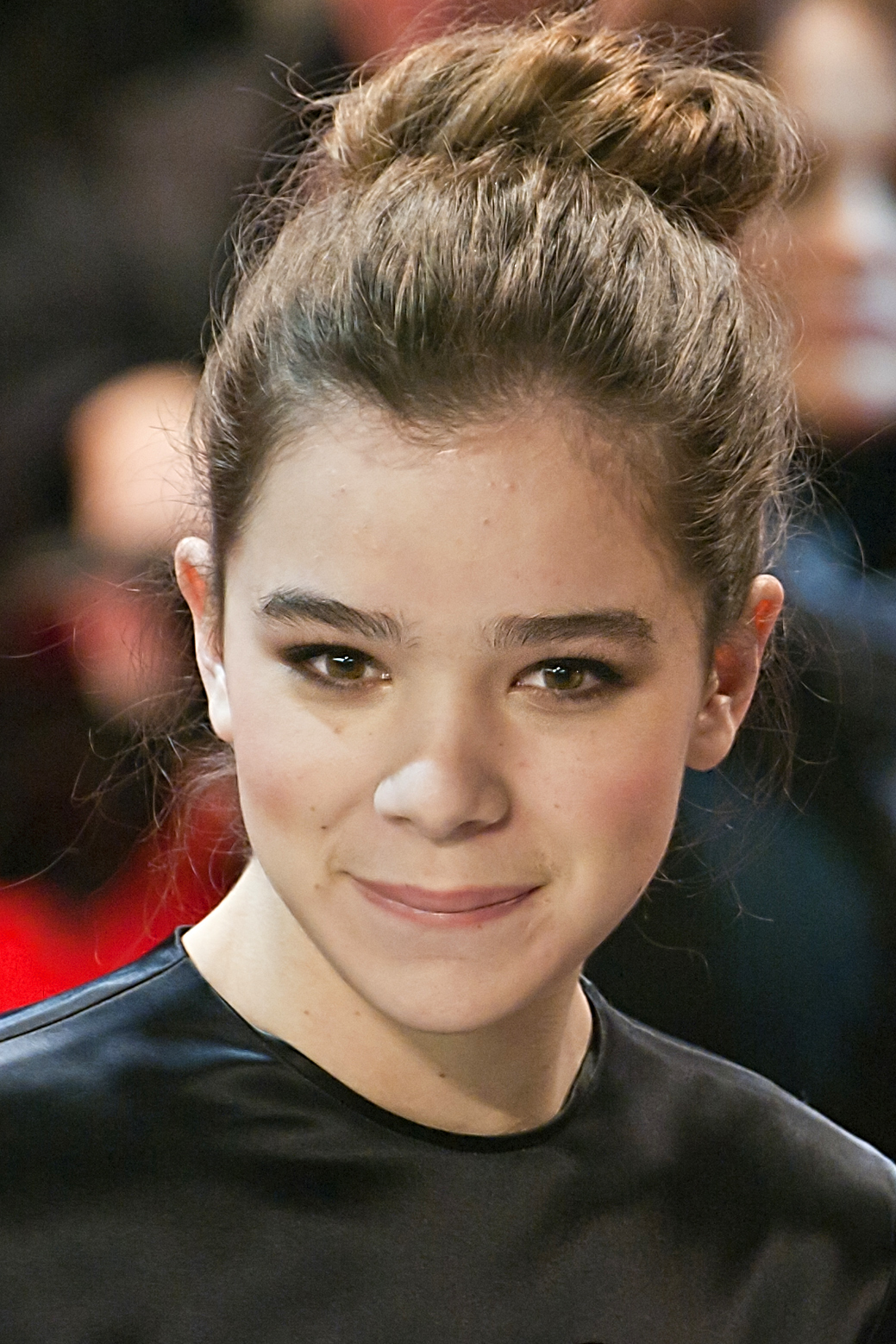
Hailee Steinfeld tại Liên hoan phim Quốc tế Berlin lần thứ 61 vào tháng 2 năm 2011.

Năm 2011, Hailee Steinfeld được chọn vào vai Juliet ở tuổi 14 trong bộ phim chuyển thể Romeo và Juliet năm 2013. Vai diễn này ban đầu được dành cho một nữ diễn viên 22 tuổi; đạo diễn của bộ phim giải thích rằng khi Steinfeld được chọn, kịch bản đã được thay đổi để phù hợp với lứa tuổi. Bộ phim được phát hành vào tháng 10 năm 2013 với đánh giá kém ở Hoa Kỳ và quốc tế. Steinfeld đóng vai Petra Arkanian trong Ender's Game, một bộ phim hành động-phiêu lưu khoa học viễn tưởng dựa trên cuốn sách của Orson Scott Card. Phim được khởi chiếu vào ngày 1 tháng 11 năm 2013.
Hailee Steinfeld đã đóng vai Violet, một trong những vai chính trong bộ phim truyền hình lãng mạn Begin Again .  Bộ phim được phát hành giới hạn tại Hoa Kỳ vào ngày 27 tháng 6 năm 2014, thu về 134.064 đô la vào tuần đầu công chiếu; nó được phát hành rộng rãi vào ngày 11 tháng 7.  Nó được phát hành lại bởi The Weinstein Company vào ngày 29 tháng 8.  Paramount Pictures đã chốt một thỏa thuận vào năm 2011 đối với bản quyền của tiểu thuyết Cat Patrick Forgotten và thông báo rằng cô sẽ đóng London Lane trong một dự án vẫn chưa được quay vào năm 2015. Năm 2014, Steinfeld được công bố sẽ đóng vai Min Green trong bộ phim chuyển thể từ cuốn sách hài - lãng mạn của Daniel Handler Why We Broke Up, nhưng đến năm 2022, bộ phim vẫn chưa được sản xuất.
Hailee Steinfeld đã được chọn vào vai Eliza đối diện với bạn diễn Asa Butterfield của Ender's Game trong bộ phim chuyển thể từ Ten Thousand Saints , được công chiếu vào ngày 23 tháng 1 năm 2015, tại Liên hoan phim Sundance 2015. Steinfeld ban đầu được chọn đóng vai nữ chính trong bộ phim năm 2015, For the Dogs, nhưng đã được thay thế bởi nữ diễn viên Emma Roberts. Vào mùa xuân năm 2014, Hailee Steinfeld đã kể lại với tư cách là giọng nói của Anne Frank trong một cuộc triển lãm về Frank tại Bảo tàng Khoan dung. Vào tháng 10, cô được chọn đóng vai Hadley trong The Statistical Probability of Love at First Sight, dựa trên tiểu thuyết cùng tên của Jennifer E. Smith. Bu rằng bộ phim vẫn chưa được thực hiện vào đầu năm 2022. Steinfeld được công bố vào tháng 1 năm 2015 với tư cách là ngôi sao của bộ phim chuyển thể từ Carrie Pilby, cuốn tiểu thuyết dành cho thanh niên của Caren Lissner; cô ấy đã rời khỏi dự án do xung đột lịch trình. Vào tháng 3, Steinfeld là một trong những diễn viên lồng tiếng cho bản lồng tiếng Anh của bộ phim hoạt hình Nhật Bản When Marnie Was There. Steinfeld vào vai Anna Sasaki cùng với Kiernan Shipka trong vai Marnie. Vào tháng 4 năm 2015, Steinfeld được giao vai chính trong Break My Heart 1000 Times, dựa trên tiểu thuyết YA của Daniel Waters. Scott Speer được chỉ định làm đạo diễn, nhưng bộ phim vẫn chưa được thực hiện vào năm 2022.
Hailee Steinfeld đóng vai chính Trinity trong video âm nhạc cho "Bad Blood" của Taylor Swift kết hợp cùng Kendrick Lamar. Video được công chiếu lần đầu tại lễ trao giải Billboard Music Awards 2015 vào ngày 17 tháng 5 năm 2015 và đã giành được Giải Video âm nhạc của MTV cho Video của năm. Steinfeld đóng vai chính trong bộ phim phát hành hạn chế Barely Lethal . Bộ phim được đạo diễn bởi Kyle Newman và được phát hành vào ngày 29 tháng 5 năm 2015. Steinfeld đồng đóng vai chính trong Pitch Perfect 2, cùng với Anna Kendrick, Rebel Wilson và Elizabeth Banks, người cũng đạo diễn. Cô chơi một số bài hát của mình cho đại diện của Republic Records tại một sự kiện ở Thành phố New York, và hãng đã ký hợp đồng với cô. Vào tháng 5, Republic Records công bố thỏa thuận thu âm và Steinfeld đang làm việc cho bản phát hành đầu tiên của cô ấy.

### 2015 - nay: Diễn viên nổi tiếng và sự nỗ lực trong sự nghiệp âm nhạc

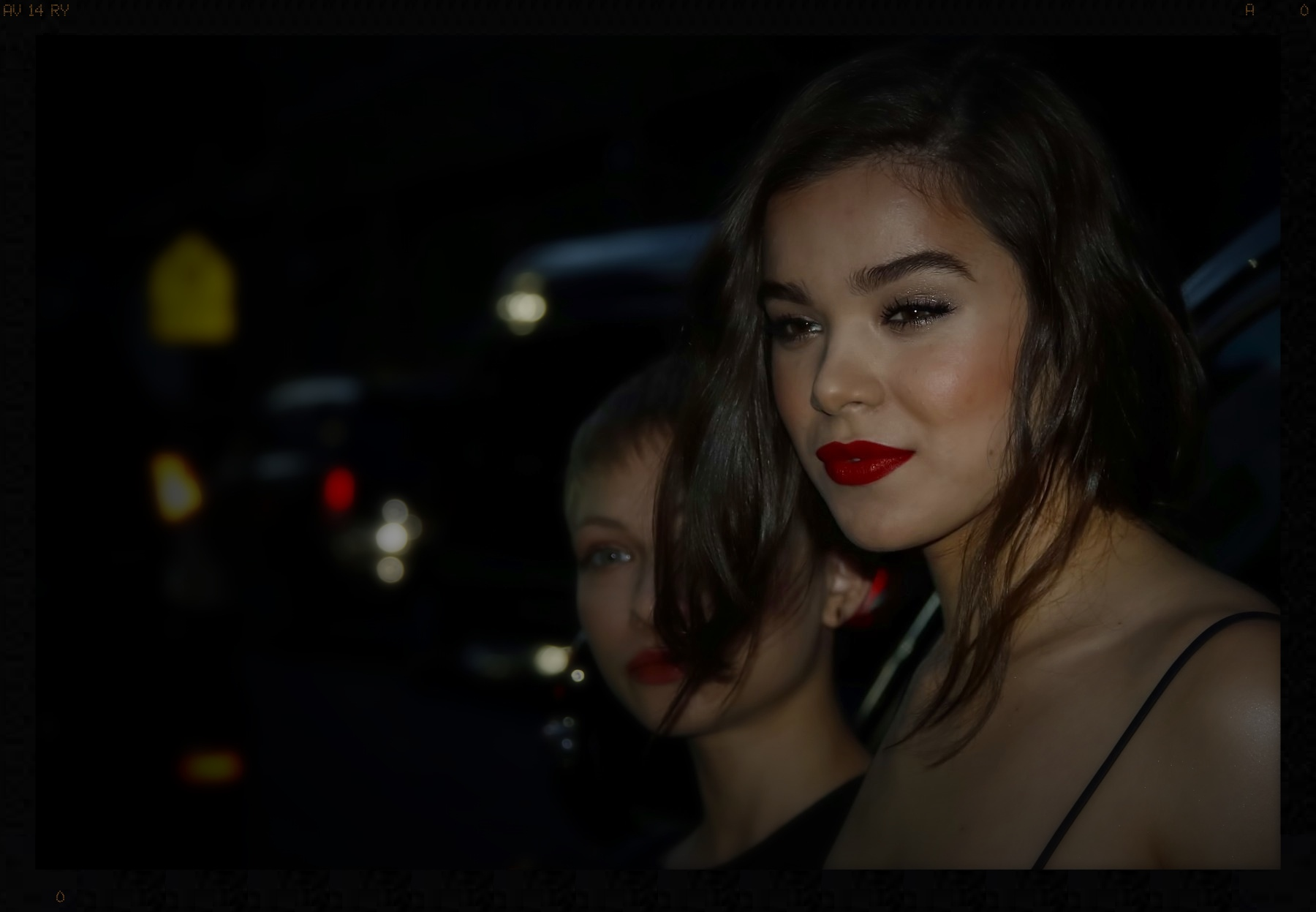
Hailee Steinfeld vào tháng 9 năm 2015.

Vào tháng 7 năm 2015, Hailee Steinfeld và ca sĩ Shawn Mendes đã phát hành một phiên bản acoustic của đĩa đơn của Mendes, "Stitches". Tháng sau, Hailee Steinfeld phát hành đĩa đơn đầu tay, "Love Myself", với Republic Records. Bài hát đã thu hút sự chú ý của giới truyền thông nhờ thông điệp truyền sức mạnh cũng như ca từ gợi cảm khiến các phương tiện truyền thông gọi bài hát là "bài hát ca tụng thủ dâm". Vở kịch mở rộng đầu tay của Hailee Steinfeld, Haiz (biệt danh mà người hâm mộ của cô ấy sử dụng), được phát hành vào tháng 11 năm 2015. Haiz được sản xuất bởi Mattman & Robin và có sự tham gia của đồng biên kịch Julia Michaels và Justin Tranter. EP được phát hành với nhiều đánh giá trái chiều từ PopDust, Vulture và Nylon. Vào tháng 2 năm 2016, Hailee Steinfeld phát hành phiên bản mới của "Rock Bottom" (thay thế phiên bản gốc) là đĩa đơn thứ hai có sự góp mặt của ban nhạc funk pop người Mỹ DNCE. Câu hát thứ hai của cô ấy và một dòng trong cây cầu được hát bởi ca sĩ chính, Joe Jonas cũng như đoạn tiền điệp khúc thứ hai và phần còn lại của các đoạn điệp khúc sau đó. Biểu diễn cùng với Hailee Steinfeld và Jonas là các thành viên DNCE khác, với JinJoo Lee chơi guitar, Cole Whittle chơi guitar bass, và Jack Lawless chơi trống. Đĩa đơn "Starving" của cô được phát hành vào tháng 7 năm 2016. Bài hát là sự hợp tác giữa Grey với sự góp mặt của Zedd và trở thành bản hit lớn nhất của cô cho đến nay, đạt đĩa bạch kim ở Ý, New Zealand, Thụy Điển, Vương quốc Anh và Hoa Kỳ đồng thời đạt được hai bạch kim ở Úc và ba bạch kim ở Canada.
Hailee Steinfeld đã đóng vai chính trong The Edge of Seventeen, một bộ phim hài dành cho lứa tuổi mới lớn với sự tham gia của Blake Jenner, Woody Harrelson và Kyra Sedgwick, và do Kelly Fremon Craig viết kịch bản và đạo diễn. Bộ phim được phát hành vào ngày 18 tháng 11 năm 2016, với những đánh giá tích cực, và diễn xuất của Steinfeld được các nhà phê bình khen ngợi và nhận được một đề cử Giải Quả cầu vàng.

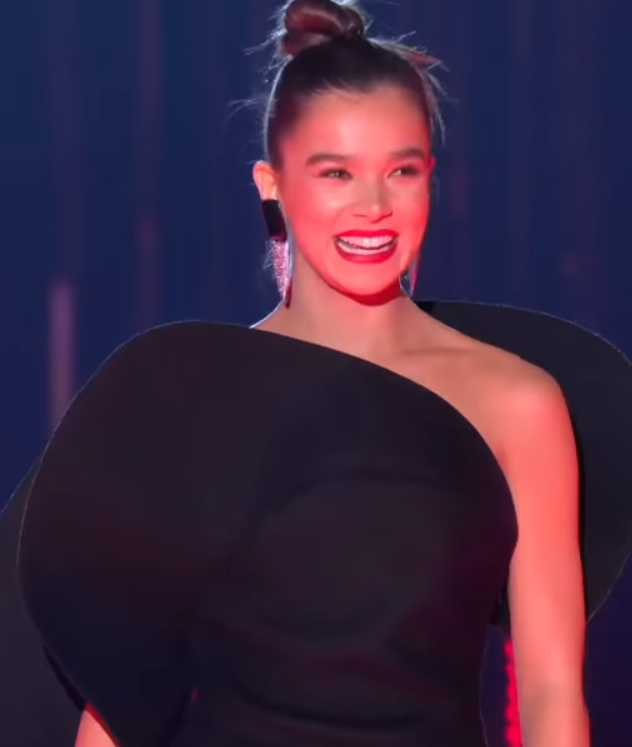
Hailee Steinfeld làm dẫn chương trình tại Lễ trao giải Âm nhạc MTV Châu Âu 2018.

Vào tháng 4 năm 2017, Hailee Steinfeld phát hành đĩa đơn tiếp theo "Most Girls", đạt vị trí thứ 58 trên bảng xếp hạng Billboard Hot 100 tại Hoa Kỳ. Vào tháng 9 năm 2017, Hailee Steinfeld phát hành đĩa đơn "Let Me Go", hợp tác với nhà sản xuất thu âm Thụy Điển Alesso với giọng hát dự phòng từ Florida Georgia Line và nhạc sĩ Andrew Watt của Republic Records, đạt vị trí thứ 14 trên bảng xếp hạng Mainstream Top 40. Steinfeld diễn lại vai Emily Junk trong Pitch Perfect 3 (2017).
Vào ngày 12 tháng 1 năm 2018, Hailee Steinfeld phát hành "Capital Letters" cho nhạc phim của bộ phim Fifty Shades Freed. Vào tháng 3 năm 2018, Hailee Steinfeld tiết lộ rằng cô đang "hoàn thành" công việc cho album phòng thu đầu tay của mình. Cô đã biểu diễn tại Indonesia Choice Awards ở Jakarta, Indonesia vào tháng sau. Hailee Steinfeld sau đó trình bày bài hát "Color" với MNEK vào ngày 1 tháng 6. Vào tháng 9 năm 2018, cô được giới thiệu trong album YSIV của Logic, trong bài hát "Ordinary Day". Cô ấy đã tổ chức và biểu diễn tại Lễ trao giải Âm nhạc MTV Châu Âu 2018 ở Bilbao, Tây Ban Nha vào tháng 11 năm 2018. Vào cuối năm 2018, Hailee Steinfeld đóng vai chính trong bộ phim phụ của Transformers Bumblebee, và lồng tiếng cho Gwen Stacy / Spider-Woman trong bộ phim hoạt hình đoạt giải Oscar cho phim hoạt hình xuất sắc nhất - Spider-Man: Into the Spider-Verse. Vào ngày 2 tháng 11 trong năm, bài hát "Back to Life" của cô được phát hành dưới dạng đĩa đơn từ nhạc phim Bumblebee. Vào tháng 1 năm 2019, cô góp mặt trong bản phối lại "Woke Up Late" của Drax Project.

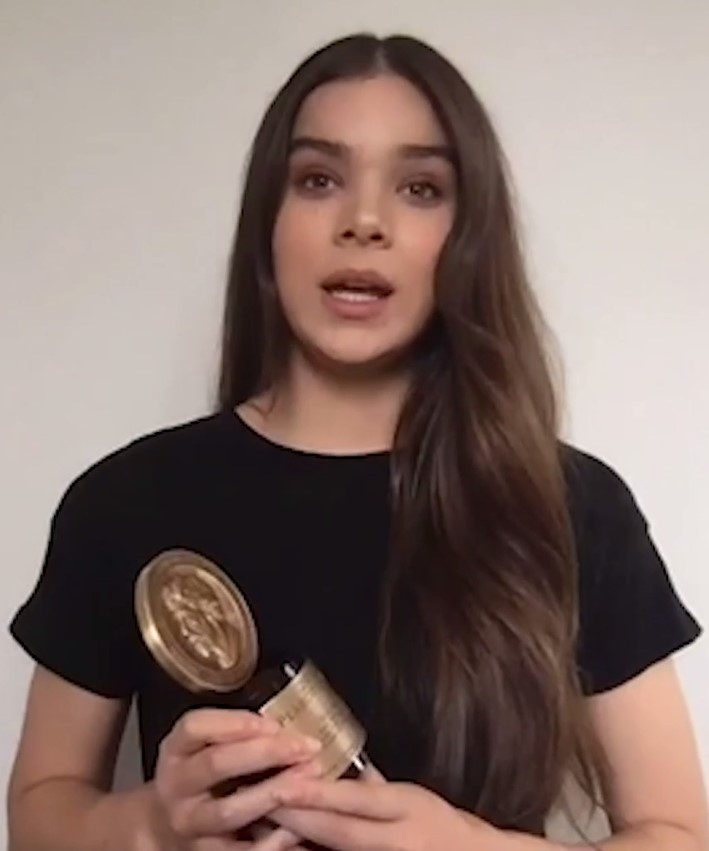
Hailee Steinfeld nhận được giải thưởng Peabody cho công việc của cô ấy trong Dickinson với vai nhân vật chính, Emily Dickinson vào năm 2020

Vào tháng 8 năm 2019, Hailee Steinfeld đã xuất hiện trong video âm nhạc cho đĩa đơn "Graduation" của Benny Blanco và Juice Wrld, cùng với nhiều diễn viên và ca sĩ khác nhau, bao gồm Justice Smith, Dove Cameron, Tony Revolori, Peyton List và Lil Dicky. Cô xuất hiện với tư cách khách mời là một trong những Thiên thần được tuyển dụng trong bộ phim Những thiên thần của Charlie năm 2019. Steinfeld được chọn vào vai Emily Dickinson trong loạt phim hài Dickinson của Apple TV+, được phát sóng vào ngày 1 tháng 11 năm 2019. Loạt phim đã kéo dài ba mùa.
Hailee Steinfeld đã phát hành hai đĩa đơn vào năm 2020, "Wrong Direction" và "I Love You's". Các bài hát đóng vai trò là đĩa đơn đầu tiên và đĩa đơn thứ hai, từ EP Half Written Story của cô, được phát hành vào ngày 8 tháng 5 năm 2020. EP đóng vai trò là phần đầu tiên của dự án hai phần, với phần thứ hai ban đầu dự kiến phát hành vào mùa hè năm 2020. Vào ngày 28 tháng 5 năm 2020, Steinfeld phát hành một đĩa đơn với ca sĩ Đài Loan, Trần Lập Nông, có tựa đề "Masterpiece."
Vào tháng 12 năm 2020, Hailee Steinfeld được chọn vào vai Kate Bishop / Hawkeye trong loạt phim Hawkeye của Vũ trụ điện ảnh Marvel trình chiếu trên Disney+. Phim bắt đầu công chiếu vào ngày 24 tháng 11 năm 2021 và bao gồm sáu tập. Steinfeld cũng lồng tiếng cho Violet "Vi" trong series hoạt hình Arcane được phát hành vào ngày 20 tháng 11 năm 2021. Series lấy bối cảnh trong vũ trụ Liên minh Huyền thoại.

#### Các dự án sắp tới
Vào năm 2022 và 2023, Hailee Steinfeld sẽ đóng lại vai trò lồng tiếng của mình với vai Gwen Stacy / Spider-Woman trong Spider-Man: Across the Spider-Verse và phần tiếp theo của nó. Phần thứ hai của Arcane cũng được công bố.

## Nghệ thuật và đón nhận

### Phong cách âm nhạc và diễn xuất

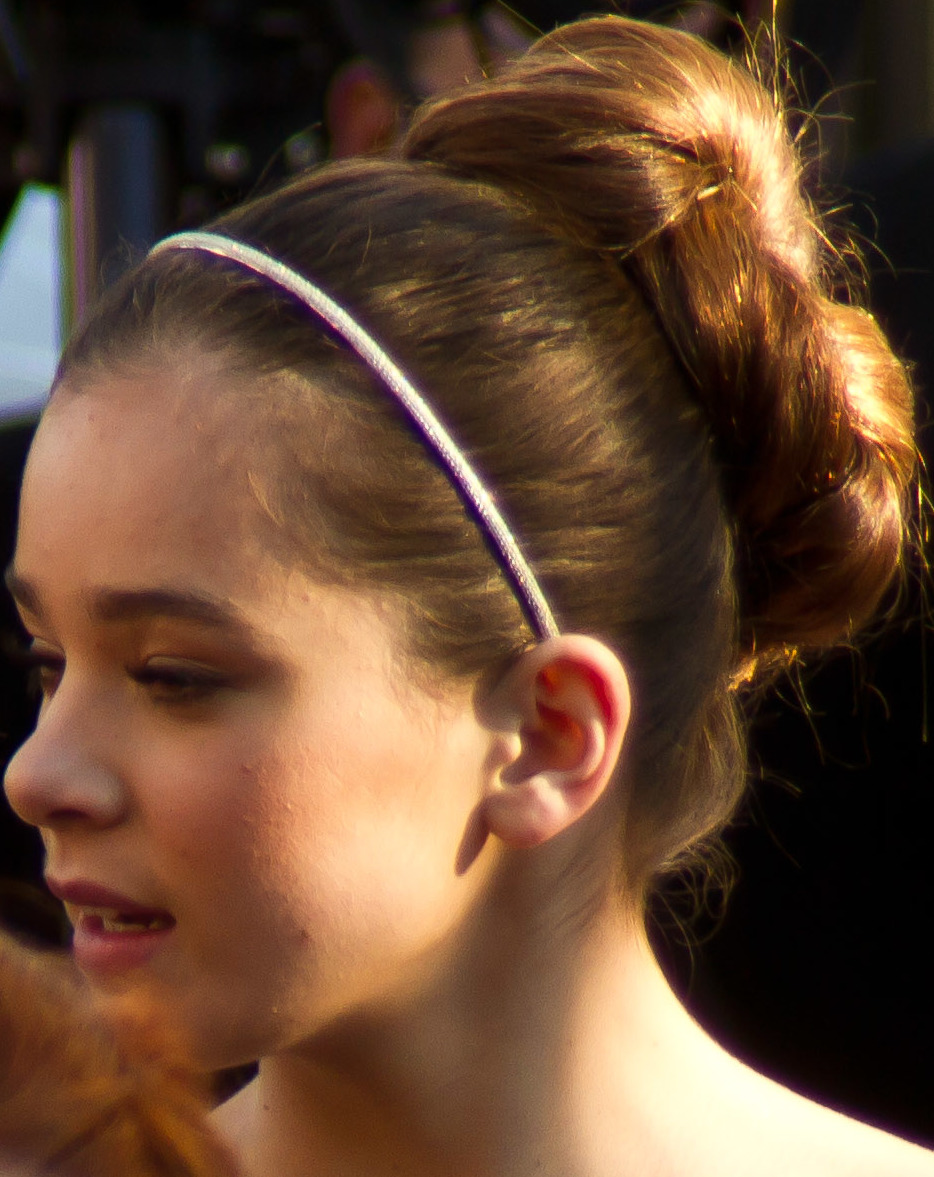
Hailee Steinfeld tại Lễ trao giải Oscar lần thứ 83, nơi cô được đề cử cho Nữ diễn viên phụ xuất sắc nhất.

Hailee Steinfeld nổi tiếng với sự đa tài trong diễn xuất và biểu diễn. của Gold Derby, Christopher Rosen, đã viết rằng Steinfeld "đã trưởng thành để trở thành một nghệ sĩ biểu diễn chính cực kỳ linh hoạt". tạp chí V gọi Hailee Steinfeld là "nghệ sĩ của sự khéo léo, thể hiện uy thế qua một loạt các vai diễn ấn tượng trên màn ảnh trong điện ảnh và truyền hình". Ông tiếp tục nói rằng "năng lực âm nhạc của cô là một trong những sự tự trưởng thành về giai điệu và trí tuệ trữ tình tốt bụng".
Khi sản xuất âm nhạc, Hailee Steinfeld giải thích trong cuộc phỏng vấn cho Interview rằng, "Với âm nhạc của [tôi], tôi cảm thấy như được là chính mình, kể câu chuyện của chính mình và lấy kinh nghiệm sống của mình chứ không phải đặt chúng vào một câu chuyện khác mà bằng lời của chính mình." Cô ấy tiếp tục nói rằng "âm nhạc có ảnh hưởng lớn đến diễn xuất của [cô ấy]" và hai người "quấn lấy nhau". Variety nói rằng Steinfeld từ lâu đã tiêm "một số khái niệm mơ hồ về trao quyền cho phụ nữ [...] vào âm nhạc của cô ấy. Tự ái là chủ đề chung mà Steinfeld đã xem xét trong âm nhạc của cô ấy.

Bản thân Hailee Steinfeld đã tuyên bố rằng cô ấy hy vọng sẽ được nhớ đến là "một nghệ sĩ thực sự quan tâm đến nghệ thuật". Cô ấy tiếp tục lưu ý "sự khác biệt giữa làm việc trên phim trường và trong studio là rất nhiều" và nói rằng "cô ấy thích tự do sáng tạo âm nhạc". Steinfeld trích dẫn,
Có điều gì đó thật thoải mái khi vào studio. Không quan trọng đó là thời gian nào trong ngày, không quan trọng bạn đang mặc gì hay bạn có trang điểm hay không. Bạn đi vào một căn phòng với những người mà bạn yêu và bạn cảm thấy thoải mái, có thể ở bên cạnh bạn và dễ bị tổn thương và cởi mở và nói về những trải nghiệm. Điều kỳ diệu xảy ra trong những khoảnh khắc đó. 

### Ảnh hưởng
Hailee Steinfeld đã coi Madonna và Rihanna là những người có ảnh hưởng lớn nhất đến âm nhạc của cô. Các nghệ sĩ khác mà Steinfeld cho là có ảnh hưởng bao gồm Britney Spears, Tori Kelly, Selena Gomez, Bruno Mars và Justin Timberlake. Steinfeld ghi nhận "sức mạnh, lòng dũng cảm và khả năng ra ngoài [...] và thể hiện bản thân" của họ. Cô cũng nói rằng cô lớn lên khi nghe Boyz II Men và Luther Vandross do tình yêu của mẹ cô dành cho họ.

### Thành tích
Năm 2011, Hailee Steinfeld được đề cử Giải Oscar cho Nữ diễn viên phụ xuất sắc nhất nhờ diễn xuất trong bộ phim True Grit năm 2010, khiến cô trở thành một trong những nữ diễn viên trẻ nhất được đề cử trong hạng mục này. Cô cũng nhận được đề cử Giải BAFTA cho Nữ diễn viên chính xuất sắc nhất, Giải SAG và Giải Phim do các nhà phê bình lựa chọn cho Nữ diễn viên phụ xuất sắc nhất cho cùng một bộ phim. Năm 2016, cô được đề cử giải Quả cầu vàng cho nữ diễn viên chính xuất sắc nhất.
Trong số các giải thưởng về diễn xuất, Hailee Steinfeld cũng đã giành được giải thưởng cho âm nhạc của mình. Năm 2017, cô đã giành được Giải thưởng âm nhạc Billboard cho Nghệ sĩ được yêu thích nhất cho bài hát "Most Girls". Đĩa đơn "Love Myself" năm 2015 của cô ra mắt trên bảng xếp hạng Billboard Pop Songs ở vị trí thứ 27 (sau đó đạt vị trí thứ 15), đánh dấu lần ra mắt cao nhất của một nữ nghệ sĩ solo trên bảng xếp hạng trong 17 năm, kể từ "Torn" của Natalie Imbruglia vào năm 1998. Bài hát tiếp tục được chứng nhận đĩa bạch kim hai lần bởi Hiệp hội Công nghiệp Ghi âm Hoa Kỳ (RIAA). Năm 2020, "Most Girls" và sự hợp tác của Hailee Steinfeld, với Grey và Zedd có tựa đề "Starving", cũng được RIAA chứng nhận lần lượt hai và bốn lần đĩa bạch kim.

## Cuộc sống cá nhân
Hailee Steinfeld bắt đầu hẹn hò với ngôi sao Instagram Cameron Smoller vào năm 2016. Họ ra mắt công chúng với tư cách là một cặp đôi tại một bữa tiệc Quả cầu vàng vào đầu năm 2017 nhưng chia tay vào tháng 11 năm 2017. Cô bắt đầu hẹn hò với ca sĩ người Ireland Niall Horan vào tháng 12 năm 2017. Hai người đã chia tay lên một năm sau vào tháng 12 năm 2018.

## Làm từ thiện
Hailee Steinfeld tán thành nhiều tổ chức từ thiện, bao gồm nhiều tổ chức tập trung vào việc cải thiện cuộc sống của trẻ em. Danh sách các tổ chức từ thiện được cô ủng hộ bao gồm: "Sứ mệnh của bạn là gì?", Một sáng kiến từ thiện với quần áo cho sứ mệnh và một thương hiệu phụ kiện,  " No Kid Hungry ", một tổ chức từ thiện làm việc để xóa nạn đói ở trẻ em ở Hoa Kỳ, Phong trào WE , Ryan Seacrest Foundation, Make-A-Wish Foundation ,  và những tổ chức khác. Trên bộ True Grit, Steinfeld đã tạo ra một "lọ thề"; mỗi khi ai đó thốt ra từ "chết tiệt", Hailee Steinfeld sẽ thu 5 đô la từ hung thủ; những lời thô tục khác đáng giá một đô la. Như một sự đổi chác, cô phải trả 50 xu nếu nói "thích". Cô nói rằng cô đã "kết hợp nó và quyên góp tất cả cho một tổ chức bệnh Alzheimer".
Hailee Steinfeld đã xuất hiện trước công chúng nhiều lần trong các sự kiện từ thiện, chẳng hạn như Bữa tiệc màu hồng năm 2014 của Tổ chức Ung thư vú,  chuyến lưu diễn iHeartRadio Jingle Ball 2015, và WE Day 2019 ở California. Năm 2016, Hailee Steinfeld tham gia hát "Santa Claus Is Coming to Town" với các ca sĩ và người nổi tiếng đồng nghiệp. Single đã quyên góp tiền để hỗ trợ những người vô gia cư ở Thành phố New York trong kỳ nghỉ lễ thông qua "Robin Hood", một tổ chức của Thành phố New York tập trung vào việc chống lại đói nghèo.
Hailee Steinfeld cùng với dàn diễn viên của loạt phim Pitch Perfect đã tái hợp để thu âm một bản cover cappella ca khúc "Love On Top" của Beyonce, được phát hành vào tháng 8 năm 2020. Số tiền thu được từ bài hát được chuyển đến UNICEF để giúp đỡ trẻ em ở Liban và các nước xung quanh thế giới.

## Danh sách phim

### Điện ảnh
| Năm  | Phim                                   | Vai diễn                 | Ghi chú        |
| ---- | -------------------------------------- | ------------------------ | -------------- |
| 2008 | Heather: A Fairytale                   | Heather                  | Phim ngắn      |
| 2009 | She's a Fox                            | Talia Alden              | Phim ngắn      |
| 2010 | Without Wings                          | Allison                  | Phim ngắn      |
| 2010 | Grand Cru                              | Sophie                   | Phim ngắn      |
| 2010 | True Grit                              | Mattie Ross              |                |
| 2013 | Hateship, Loveship                     | Sabitha                  |                |
| 2013 | Begin Again                            | Violet Mulligan          |                |
| 2013 | The Magic Bracelet                     | Angela                   | Phim ngắn      |
| 2013 | Romeo & Juliet                         | Juliet Capulet           |                |
| 2013 | Ender's Game                           | Petra Arkanian           |                |
| 2014 | 3 Days to Kill                         | Zooey Renner             |                |
| 2014 | The Homesman                           | Tabitha Hutchinson       |                |
| 2014 | The Keeping Room                       | Louise                   |                |
| 2014 | When Marnie Was There                  | Anna Sasaki              | Lồng tiếng Anh |
| 2015 | Ten Thousand Saints                    | Eliza Urbanski           |                |
| 2015 | Pitch Perfect 2                        | Emily Junk               |                |
| 2015 | Taylor Swift: The 1989 World Tour Live | Chính mình               | Phim hòa nhạc  |
| 2015 | Barely Lethal                          | Megan Walsh              |                |
| 2015 | Unity                                  | Ngừoi dẫn chuyện         | Phim tài liệu  |
| 2016 | Term Life                              | Cate Barrow              |                |
| 2016 | The Edge of Seventeen                  | Nadine Franklin          |                |
| 2017 | Pitch Perfect 3                        | Emily Junk               |                |
| 2018 | Bumblebee                              | Charlie Watson           |                |
| 2018 | Người Nhện: Vũ trụ mới                 | Gwen Stacy / Spider-Gwen | Lồng tiếng     |
| 2019 | Between Two Ferns: The Movie           | Chính mình               |                |
| 2019 | Charlie's Angels                       | Angel Recruit            | Cameo          |
| 2023 | Người Nhện: Du hành Vũ trụ Nhện        | Gwen Stacy / Spider-Gwen | Lồng tiếng     |
| 2027 | Spider-Man: Beyond the Spider-Verse    | Gwen Stacy / Spider-Gwen | Lồng tiếng     |

### Truyền hình
| Năm         | Tên phim                     | Vai                                      | Ghi chú                                        |
| ----------- | ---------------------------- | ---------------------------------------- | ---------------------------------------------- |
| 2007        | Back to You                  | Little Girl                              | Tập: "Gracie's Bully"                          |
| 2010        | Summer Camp                  | Shayna Matson                            | Phim truyền hình                               |
| 2010        | Sons of Tucson               | Bethany Springs                          | Tập: "Chicken Pox"                             |
| 2015 - 2018 | The Voice                    | Chính mình / Cố vấn                      | Khách mời (mùa 8,15); Cố vấn (mùa 14)          |
| 2018        | 2018 MTV Europe Music Awards | Người dẫn chương trình / Người biểu diễn | Truyền hình đặc biệt                           |
| 2019 - 2021 | Dickinson                    | Emily Dickinson                          | Vai chính; Đồng thời là nhà sản xuất điều hành |
| 2021 - nay  | Arcane                       | Vi                                       | Lồng tiếng                                     |
| 2021        | Hawkeye                      | Kate Bishop / Hawkeye                    | Vai chính; Miniseries                          |